# Ле-Кабан (Арьеж)
Ле-Каба́н (фр. Les Cabannes) — коммуна во Франции, находится в регионе Юг — Пиренеи. Департамент коммуны — Арьеж. Административный центр кантона Ле-Кабан. Округ коммуны — Фуа.
Код INSEE коммуны — 09070.

## Население
Население коммуны на 2008 год составляло 347 человек.
| 1962 | 1968 | 1975 | 1982 | 1990 | 1999 | 2008 |
| ---- | ---- | ---- | ---- | ---- | ---- | ---- |
| 437  | 444  | 470  | 469  | 332  | 359  | 347  |

## Экономика
- Разведения крупного рогатого скота
- Лесопилки

В 2007 году среди 217 человек в трудоспособном возрасте (15—64 лет) 136 были экономически активными, 81 — неактивными (показатель активности — 62,7 %, в 1999 году было 70,2 %). Из 136 активных работали 121 человек (67 мужчин и 54 женщины), безработных было 15 (9 мужчин и 6 женщин). Среди 81 неактивных 24 человека были учениками или студентами, 35 — пенсионерами, 22 были неактивными по другим причинам.

## Достопримечательности
- Плато Бей
- Грот Ломбрив